# Салахов, Мякзюм Халимулович
Мякзюм Халимулович Салахов (тат. Мәгъзүм Саләхов; род. 13 июля 1951, Рудный, Кустанайская область, Казахская ССР, СССР)) — доктор физико-математических наук, профессор, действительный член АН РТ и член Президиума АН РТ. Лауреат Государственной премии Республики Татарстан в области науки и техники (2010). Заслуженный деятель науки РФ и Республики Татарстан. Президент Академии наук Татарстана (2014—2023). Профессор кафедры оптики и нанофотоники КФУ.

## Биография
Мякзюм Халимулович Салахов родился 13 июля 1951 года в пос. Соколовка Казахской ССР. В 1968 году окончил школу № 1 г. Ульяновск с золотой медалью и поступил на физический факультет Казанского государственного университета.
В 1973 году с отличием окончил Казанский государственный университет. Будучи студентом и аспирантом являлся Ленинским стипендиатом.
В 1977 году защитил кандидатскую диссертацию по теме «Проблемы спектроскопии атомов и диагностики плазмы».
С 1976 года работает на кафедре оптики и спектроскопии (с 2006 г. — кафедра оптики и нанофотоники). Младший научный сотрудник, затем старший научный сотрудник, доцент, профессор, заведующий кафедрой (с 1991 по 2018).
В 1992 году защитил диссертацию на соискание учёной степени доктора физико-математических наук по специальности «Оптика».
Проректор КГУ по финансовым и экономическим вопросам (2001—2002).
Ректор Казанского государственного университета (2002—2010).
Президент Казанского федерального университета (2010—2014).
Президент Академии наук Республики Татарстан (1.07.2014-13.07.2023).
13 июля 2023 года вошел в число депутатов Государственного Совета РТ, работающих на профессиональной постоянной основе.

## Научно-педагогическая деятельность
Основные научные труды М. Х. Салахова посвящены проблемам оптики, прикладной спектроскопии и нанофотоники. Он разработал новые методы спектроскопической диагностики низкотемпературной плазмы и плазмы с фрактальными пылевыми структурами, используемые для определения фундаментальных констант спектральных линий. Установил, что процессы самодиффузии турбулентной плазмы с фрактальной пылью могут быть описаны с помощью маломодовой динамики, позволяющей значительно понизить порядок размерности динамической системы. Разработал алгоритм реконструкции кинетических уравнений турбулентной плазмы по спектрам поглощения и испускания в классе полиномиальных функций.
М. Х. Салахов — основоположник научного направления по компьютерным методам физики, в рамках которого были разработаны математические методы обработки и интерпретации экспериментальных данных, впервые выдвинуты идеи о комплексной постановке современного спектроскопического эксперимента. При его непосредственном участии созданы уникальные вычислительные алгоритмы для решения обратных некорректных задач в прикладной оптической спектроскопии. Эти алгоритмы основаны на таких новых инструментах как регуляризация, дробная производная, вейвлеты, нечеткая логика и нейронные сети. Разработанные модели нашли применение в исследованиях биологических объектов, микро- и нанотехнологий, зондовой микроскопии, медицинской физике. Руководил исследованиями способов решения прямых и обратных некорректных задач с помощью динамических систем. Предложены новые методы детектирования резонансных частот и прогнозирования предкатастрофических ситуаций в нелинейных системах на основе мультиспектрального вейвлет-анализа и метода сингулярных чисел.
Отдельным научным направлением, руководимым М. Х. Салаховым, является исследование квантово-электродинамических эффектов в искусственной среде фотонного кристалла. Модификация электромагнитного поля в периодической структуре приводит к изменению электромагнитной массы электрона и возможности управления уровнями энергии атомов, помещенных в полости фотонного кристалла. Другим перспективным приложением эффекта изменения массы электрона является управление энергией ионизации атомов в среде фотонного кристалла, что позволяет преодолеть ограничения, налагаемые Периодическим законом таблицы химических элементов Менделеева на физико-химические процессы.
М. Х. Салахов является инициатором нового научного направления, связанного с развитием нанофотоники. Под его руководством на созданной им учебно-лабораторной базе проводятся экспериментальные исследования по созданию оптических наноантенн и плазмонных метаматериалов для нанофокусировки и управления светом на наношкале. Совместно с учёными из США и Англии ведутся научные исследования в области развития методов спектроскопии и микроскопии одиночных молекул (ИК, КР), а также в области синтеза и характеризации тонких плёнок нитридов металлов для создания плазмонных мета поверхностей. На основе уравнений Максвелла осуществляется численное моделирование взаимодействия световых потоков на наноразмерной шкале.
М. Х. Салахов был руководителем цикла работ «Взаимодействие оптического излучения с веществом: теория, эксперимент, приложения», удостоенного Государственной премии Республики Татарстан по науке и технике за 2010 год.
Он автор более 480 научных публикаций в отечественных и зарубежных изданиях, в том числе четырёх монографий. С 1996 года — организатор и неизменный председатель Совета по защите докторских и кандидатских диссертаций по специальности «Оптика». Под его руководством ежегодно с середины 90-х годов организуются международные молодёжные научные школы «Когерентная оптика и оптическая спектроскопия». Его учениками защищено свыше 20 кандидатских и докторских диссертаций.
За время пребывания М. Х. Салахова на посту ректора КГУ произошли позитивные сдвиги на всех направлениях деятельности университета. В ходе подготовки к празднованию 200-летия Казанского университета в сжатые сроки была проведена модернизация материально-технической и приборно-лабораторной базы, выполнена реконструкция большинства строений архитектурного ансамбля университета, возведено Восточное крыло главного здания, что привело этот уникальный памятник архитектуры в соответствие с первоначальным замыслом знаменитых зодчих XIX века. Под его руководством была проведена работа по реализации идеи создания на базе КГУ федерального университета, разработаны его Концепция и Проект Программы, а 21 октября 2009 года при ректорстве М. Х. Салахова вышел Указ Президента РФ № 1172 об образовании Казанского (Приволжского) федерального университета (КФУ). В качестве президента КФУ М. Х. Салахов внес большой вклад в формирование и развитие Казанского университета как вуза федерального статуса.
Под руководством М. Х. Салахова как президента Академии наук РТ была развернута активная работа по усилению роли Академии в ускоренном и устойчивом развитии Татарстана как региона-лидера и реализации масштабных научно-исследовательских проектов. В сфере экологии реализованы проекты, имеющие приоритет для обеспечения экологической безопасности республики. Академией наук РТ выполнена научно-исследовательская работа по оценке ресурсного потенциала перспективных участков недр территории РТ для обоснования геологического изучения и разведки углеводородов сланцевых формаций. В развитие обновленной энергетической стратегии Республики Татарстан до 2030 года под руководством Академии разработана и представлена Раису РТ Р. Н. Минниханову «Программа развития приоритетных научных исследований в области геологии и разработки месторождений малых нефтяных компаний Республики Татарстан на 2016—2025 гг.».
Под руководством М. Х. Салахова Академия наук РТ активно участвовала в реализации республиканских государственных программ по сохранению, изучению и развитию государственных языков Республики Татарстан, сохранению национальной идентичности татарского народа, профилактике терроризма и экстремизма в Республике Татарстан. За последние годы татароведение как наука начало развиваться в рамках крупных гуманитарных проектов, приоритетных для Республики Татарстан и вписывающихся в общую историю и культуру Евразии.
Особое внимание М. Х. Салаховым на посту президента Академии наук РТ было уделено укреплению межрегиональных и международных связей, разработке совместных научных проектов, проведению совместных мероприятий. Им инициировано создание Союза Академий наук Тюркского мира, в котором Академия наук является одним из учредителей. В апреле 2023 года Академия наук Татарстана получила председательство в Союзе Национальных академий наук тюркского мира. Результативность сотрудничества в плане выполнения совместных научных проектов достигнута с Национальными академиями Азербайджана, Беларуси, Казахстана, с Международной тюркской академией, научными центрами Турции, Узбекистана, Киргизии. Академия наук РТ — инициатор укрепления взаимовыгодного сотрудничества с Российской академией наук, совместных мероприятий с региональными академиями Башкортостана, Саха (Якутии), Чечни. Развиты взаимоотношения Академии наук РТ с Российским научным фондом, проведены международные конференции, форумы и симпозиумы, такие как международные конференции по компьютерной обработке тюркских языков TurkLang, Международные археологические школы в Болгаре, международные молодёжные научные школы и др.
За время пребывания М. Х. Салахова на посту президента Академии наук Татарстана укрепилась материально-техническая база Академии наук, завершена реконструкция зданий Института татарской энциклопедии и регионоведения и Института прикладных исследований, обрёл своё собственное помещение Институт языка, литературы и искусства им. Г.Ибрагимова. Был создан Институт археологии им. А. Х. Халикова.
Приоритетной задачей для Академии стала подготовка молодых научных кадров по программам аспирантуры, были открыты диссертационные советы по защите кандидатских и докторских диссертаций по гуманитарным наукам.
М. Х. Салахов активно занимался презентацией достижений республики на международной арене. Его тесные связи с ведущими зарубежными научными центрами и учеными, активное участие при проведении научных и организационных мероприятий способствуют интеграции Академии наук РТ в единое мировое научное пространство, а также формированию имиджа Татарстана как республики, способной к реализации крупных научно-технических проектов.

## Общественная деятельность
С 2004 г. — по настоящее время — депутат Государственного Совета Республики Татарстан
2005 г. — 2010 г. — председатель Совета ректоров вузов Республики Татарстан
2005 г. — 2010 г. — член Президиума Российского Союза ректоров

## Почётные звания и награды
- Почётное звание «Заслуженный деятель науки Российской Федерации» (2007 год) — за большие заслуги в научной деятельности[4].
- «Почётный работник высшего профессионального образования Российской Федерации» (2004 год)[5].
- Почётное звание «Заслуженный деятель науки Республики Татарстан[тат.]» (2003 год)[5].
- Звание «Почетный работник министерства внутренних дел Республики Татарстан» (2005 год)[5].
- Звание «Заслуженный профессор Казанского университета» (2011 год)[6].
- Орден Дружбы (2017 год) — за большой вклад в развитие науки, образования, подготовку квалифицированных специалистов и многолетнюю добросовестную работу[7].
- Орден Михаила Ломоносова Национального комитета общественных наград России
- Орден «За заслуги перед Республикой Татарстан» (2021 год) — за значительный вклад в развитие науки и образования, многолетний плодотворный труд[8].
- Медаль «За доблестный труд» (2011 год) — за многолетний плодотворный труд, значительный вклад в подготовку высококвалифицированных специалистов, активную научно-педагогическую и общественную деятельность[9].
- Медаль «В память 1000-летия Казани» (2005 год).
- Медаль «Генерал армии Маргелов» (2012 год),
- Медаль «За заслуги в проведении Всероссийской переписи населения» (2012 год),
- Медаль «100 лет образования Татарской Автономной Советской Социалистической Республики» (2021 год) — за существенный вклад в укрепление социально-экономического потенциала Республики Татарстан и многолетний плодотворный труд[10].
- Золотая медаль Тюркской академии наук.
- Благодарственные письма президента Республики Татарстан[11].
- Золотая медаль АН РТ
- Благодарственные письма Госсовета РТ